# Nic Armstrong & The Thieves
Nic Armstrong & The Thieves là một ban nhạc rock Anh do Nic Armstrong sáng lập, được lấy cảm hứng từ nhạc blues và nhạc rock của những năm 1960, đặc biệt là từ các ban nhạc như The Beatles, Rolling Stones và Kinks.